# 1314
سنة 1314 كانت سنة بسيطة تبدأ يوم الثلاثاء (الرابط يظهر نموذج التقويم الكامل للسنة) من التقويم اليولياني.

## مواليد
- أكمل الدين البابرتي
- أمدا سيون الأول إمبراطور إثيوبيا

## وفيات
- سيف الدين الآمدي
- جون من باليول
- فيليب الرابع ملك فرنسا
- كليمنت الخامس